# Doxocopa
Doxocopa es un género de lepidópteros de la familia Nymphalidae. Es originario de Sudamérica.

## Especies
| - Doxocopa agathina - Doxocopa burmeisteri - Doxocopa callianira - Doxocopa cherubina - Doxocopa clothilda - Doxocopa cyane - Doxocopa druryi - Doxocopa elis - Doxocopa excelsa - Doxocopa kallina | - Doxocopa lavinia - Doxocopa laure - Doxocopa laurentia - Doxocopa linda - Doxocopa mentas - Doxocopa pavon - Doxocopa plesaurina - Doxocopa seraphina - Doxocopa vacuna - Doxocopa zalmunna - Doxocopa zunilda |